# Lý Thánh Tông
Lý Thánh Tông var den tredje monarken av Lydynastin och regerade mellan 1054 och 1072. Krig inleddes mot Champa som resulterade i att Vietnam erhöll några provinser i söder. År 1070 grundade han Litteraturens tempel i Hanoi som kom att bli en viktig utbildningsplats framöver. Han var gift med Ỷ Lan.